# Gangsters (film 2002)
Gangsters è un film del 2002 diretto da Olivier Marchal

## Trama
Simon Massena, un agente dei servizi segreti, viene incaricato di indagare sul presunto coinvolgimento della polizia in una rapina, avvenuta in un night club, che ha fruttato 80 milioni in diamanti e causato sette vittime. Egli entra sotto copertura nella malavita parigina con il nome di Franck Chaievski e successivamente viene incarcerato, con le accuse di sfruttamento della prostituzione, omicidio, evasione e porto d'armi illegale. Nella missione viene affiancato dal tenente Marie Segal, un altro agente sotto copertura sotto il nome di Nina Delgado, anch'essa messa sotto custodia della polizia. I due subiscono pesanti interrogatori da parte degli agenti ed il loro compito è portare allo scoperto due poliziotti sospettati di avere partecipato alla rapina ma la cui identità è ancora ignota.

## Curiosità
- Il film è ispirato ad una storia vera ed il regista Olivier Marchal, prima di intraprendere la carriera cinematografica, prestò servizio nella sezione antiterrorismo della polizia di Versailles[1].